# Otni’el Szneller
Otni’el Szneller (ur. 28 stycznia 1952 w Jerozolimie) – izraelski polityk, w latach 2006–2013 członek Knesetu z listy partii Kadima.

## Życiorys
Urodził się 28 stycznia 1952 w Jerozolimie. W 1978 roku ukończył studia żydowskie i nauki społeczne na Uniwersytecie Bar-Ilana. Służbę wojskową zakończył w stopniu pułkownika. Był dyrektorem generalnym urzędu bezpieczeństwa w ministerstwie transportu w latach 1986–1996. Jest autorem artykułów w prasie izraelskiej dotyczących m.in. bezpieczeństwa i osadnictwa. W 2005 roku opublikował w języku hebrajskim swą książkę pt. Geszer szel nejar.
Do Knesetu po raz pierwszy wszedł w 2006 roku, będąc członkiem nowo powstałej partii Kadima.
Jest żonaty i ma czwórkę dzieci.